# Multiplication
Multiplication är en rock and roll-komposition skriven av Bobby Darin. Låten fanns med i filmen Möte i september (Come September) 1961 där Darin själv framförde den. Den medtogs också på Bobby Darins studioalbum Twist with Bobby. Låten kom att bli en större hit i Europa än i USA, särskilt i Skandinavien.

## Listplaceringar
| Lista (1961-1962) | Position               |
| ----------------- | ---------------------- |
| Finland           | 6                      |
| Frankrike         | 23                     |
| Norge             | 4                      |
| Storbritannien    | 5                      |
| Sverige           | 1 (Radio Nord Topp 20) |
| Sverige           | 1 (Tio i topp)         |
| USA               | 30                     |
| Vallonien         | 29                     |